# 官桥镇 (安溪县)
官桥镇是中国福建省泉州市安溪县下辖的一个镇。

## 名称由来
相传北宋将领杨文广曾在三角坑溪修建一座简易石板桥。因桥为官兵所建而得名“官桥”。

## 行政区划
官桥镇共辖1个社区、29个行政村，分别是：
官桥居委会、官桥村、官郁村、仁宅村、莲美村、莲兜美村、仁峰村、碧一村、碧二村、仙都村、吾宗村、岭头村、燎原村、恒美村、草坂村、洪塘村、赤岭村、驷岭村、善坛村、内村村、新春村、石岩村、石林村、上苑村、山珍村、马狮村、善益村、新厅村、益林村、芹石村。